# Lüszimakhosz (herceg)
Lüszimakhosz (görög betűkkel: Λυσίμαχoς; fl. i. e. 3. század) ptolemaida herceg volt, II. Ptolemaiosz egyiptomi uralkodó fia I. Arszinoétól, Lüszimakhosz trák király lányától.

## Élete
Túlélte bátyját, III. Ptolemaiosz egyiptomi uralkodót (i. e. 246–221) és unokaöccsét, Kürénéi Magaszt (i. e. 241–221) is, de nem sokkal később kivégeztette Szoszibiosz, III. Ptolemaiosz utódjának, IV. Ptolemaiosznak (i. e. 221–204) főminisztere és régense.